# NGC 3259
NGC 3259 este o galaxie spirală situată în constelația Ursa Mare. A fost descoperită în 3 aprilie 1791 de către William Herschel. Se află la o distanță de 33,57 de megaparseci de Pământ.